# Nymphon lituus
Nymphon lituus är en havsspindelart som beskrevs av Child, C.A. 1979. Nymphon lituus ingår i släktet Nymphon och familjen Nymphonidae. Inga underarter finns listade i Catalogue of Life.